# Bertold Spuler
Bertold Spuler (ur. 5 grudnia 1911 w Karlsruhe, zm. 6 marca 1990 w Hamburgu) – niemiecki historyk i orientalista. Znawca dziejów Mongołów.

## Życiorys
Studiował na uniwersytetach w Heidelbergu, Monachium, Hamburgu i Wrocławiu. W roku 1935 obronił doktorat, zaś w 1939 habilitację dotyczącą historii Ilchanidów. W trakcie II wojny światowej został powołany do wojska - służył jako tłumacz w Polsce, doradzał armii w kwestiach tureckich, zaś w 1944 prowadził kursy dla muzułmańskich kapelanów wojskowych rekrutujących się spośród sowieckich jeńców i dezerterów. Przez większość czasu jednak nadal zajmował się pracą naukową i w 1943 opublikował historię Złotej Ordy. Współpracownik Historische Kommission für Schlesien, gdzie oceniał prace z zakresu polonistyki. Od 1943 profesor filologii semickiej i islamistyki na Uniwersytecie w Monachium. Od 1944 kierował Instytutem Islamistyki na Uniwersytecie w Getyndze. Z armii został zwolniony w 1945 w stopniu szeregowca. Od 1948 profesor na Wydziale Historii i Kultury Bliskiego Wschodu na Uniwersytecie w Hamburgu. Był też działaczem starokatolickim, w latach 1958-1990 był współredaktorem pisma "Internationale Kirchliche Zeits chrift". 

## Wybrane publikacje
- Die europäische Diplomatie in Konstantinopel bis zum Frieden von Belgrad 1739. [w:] Jahrbücher für Kultur und Geschichte der Slaven. Jg. 1935, H. 1. 2.
- Die Minderheitenschulen der europäischen Türkei von der Reformzeit bis zum Weltkrieg, Mit einer Einleitung über das türkische mohammedanische Schulwesen. Priebatsch, Breslau 1936.
- Die Mongolen in Iran. Politik, Verwaltung und Kultur der Ilchanzeit 1220-1350 Habilitation. Hinrichs, Leipzig 1939; 4. erw. Aufl. Akademie, Berlin 1985.
- Idel-Ural. Völker und Staaten zwischen Wolga und Ural, O. Stollberg, Berlin 1941.
- Die goldene Horde. Die Mongolen in Rußland 1223-1502 Harrassowitz, Leipzig 1943; 2. erweiterte Auflage ebd., Wiesbaden 1965.
- Die Gegenwartslage der Ostkirchen in ihrer völkischen und staatlichen Umwelt Metopen, Wiesbaden 1948; 2. erg. & aktual.  Auflage ebd. 1968.
- Die Mongolenzeit Wissenschaftliche Editionsgesellschaft, Berlin 1948; wieder Brill, Leiden 1953.
- Die Chalifenzeit. Entstehung und Zerfall des islamischen Weltreichs, Brill, Leiden 1952.
- Iran in früh-islamischer Zeit. Politik, Kultur, Verwaltung und öffentliches Leben zwischen der arabischen und der seldschukischen Eroberung 633 bis 1055, Steiner, Wiesbaden 1952.
- Regenten und Regierungen der Welt. Teil 2: 1492 - 1953, A. G. Ploetz, Würzburg 1953; 2. erw. Aufl. in 2 Bänden. Band 3: Neuere Zeit 1492-1918, Würzburg 1962 & Band 4: Neueste Zeit 1917/1918-1964 Würzburg 1964.
- (współautor: Ludwig Forrer), Der vordere Orient in islamischer Zeit, Francke, Bern 1954.
- Die morgenländischen Kirchen, Brill, Leiden 1964.
- Regenten und Regierungen der Welt Teil II Nachtrag 1964/65 Zu Band 4: Neueste Zeit 1917/18-1964, A. G. Ploetz, Würzburg 1966.
- Geschichte der Mongolen. Nach östlichen und europäischen Zeugnissen des 13. und 14. Jahrhunderts, Artemis, Zürich 1968.
- Regenten und Regierungen der Welt. Teil II, Band 5: Neueste Zeit 1965-1970, A. G. Ploetz, Würzburg 1972.
- Gesammelte Aufsätze, Brill, Leiden 1980, ISBN 90-04-06049-9